# Tollered
Tollered – miejscowość (tätort) w Szwecji, w regionie administracyjnym (län) Västra Götaland, w gminie Lerum.
Według danych Szwedzkiego Urzędu Statystycznego liczba ludności wyniosła: 920 (31 grudnia 2015), 893 (31 grudnia 2018) i 883 (31 grudnia 2019).